# Tell Elaghar
Tell Elaghar (tiếng Ả Rập: تل الأغر) là một ngôi làng nằm ở Abu al-Duhur Nahiyah ở huyện Idlib, tỉnh Idlib, Syria. Theo Cục Thống kê Trung ương Syria (CBS), Tell Elaghar có dân số 733 trong cuộc điều tra dân số năm 2004.